# Alexander Rossi
Alexander Rossi (Auburn, 25 de setembro de 1991) é um automobilista estadunidense.
Disputou a World Series by Renault em 2012 e foi piloto de testes da equipe extinta Caterham, em 2013 e Marussia em 2014 na Fórmula 1. Atualmente está disputando na IndyCar Series.
Em 2015, Rossi substituiu Roberto Merhi na Manor e estreou na Fórmula 1 no Grande Prêmio de Singapura. Disputou cinco das sete etapas restantes da temporada (Singapura, Japão, Estados Unidos, México e Brasil).
Vencedor da 100ª edição das 500 milhas de Indianápolis, prova realizada no dia 29 de maio de 2016.

## Resultados

### Fórmula 1
Legenda: (Corridas em negrito indicam pole position); (Corridas em itálico indicam volta mais rápida)
| Temporada | Equipe                 | Chassis       | Motor          | 1   | 2   | 3   | 4   | 5   | 6   | 7   | 8   | 9   | 10  | 11  | 12  | 13     | 14     | 15  | 16     | 17     | 18     | 19  | Classificação | Pontos |
| --------- | ---------------------- | ------------- | -------------- | --- | --- | --- | --- | --- | --- | --- | --- | --- | --- | --- | --- | ------ | ------ | --- | ------ | ------ | ------ | --- | ------------- | ------ |
| 2015      | Manor Marussia F1 Team | Marussia MR03 | Ferrari 1.6 V6 | AUS | MAL | CHN | BAR | ESP | MON | CAN | AUT | GBR | HUN | BEL | ITA | SIN 14 | JAP 18 | RUS | EUA 12 | MEX 15 | BRA 19 | ABU |               | -      |

### 24 Horas de Le Mans
Legenda: (Corridas em negrito indicam pole position); (Corridas em itálico indicam volta mais rápida)
| Ano  | Equipe             | Companheiros              | Carro       | Classe | Voltas | Pos. | Class Pos. |
| ---- | ------------------ | ------------------------- | ----------- | ------ | ------ | ---- | ---------- |
| 2013 | Greaves Motorsport | Tom Kimber-Smith Eric Lux | Zytek Z11SN | LMP2   | 307    | 23rd | 10th       |

### IMSA SportsCar Championship
Legenda: (Corridas em negrito indicam pole position); (Corridas em itálico indicam volta mais rápida)
| Ano  | Equipe                | No. | Classe | Chassis         | Motor                       | 1      | 2     | 3   | 4   | 5     | 6   | 7     | 8   | 9     | 10    | 11  | Pos. | Pontos |
| ---- | --------------------- | --- | ------ | --------------- | --------------------------- | ------ | ----- | --- | --- | ----- | --- | ----- | --- | ----- | ----- | --- | ---- | ------ |
| 2014 | DeltaWing Racing Cars | 0   | P      | DeltaWing DWC13 | Élan (Mazda) 1.9 L I4 Turbo | DAY 16 | SEB   | LBH | LGA | DET   | WGL | MOS   | IMS | ELK   | COA   | PET | 53rd | 16     |
| 2019 | Acura Team Penske     | 7   | DPi    | Acura ARX-05    | Acura AR35TT 3.5 L Turbo V6 | DAY 3  | SEB 4 | LBH | MDO | DET   | WGL | MOS   | ELK | LGA   | PET   |     | 23rd | 58     |
| 2020 | Acura Team Penske     | 7   | DPi    | Acura ARX-05    | Acura AR35TT 3.5 L Turbo V6 | DAY 8  | DAY   | SEB | ELK | ATL   | MDO | PET 2 | LGA | SEB 8 |       |     | 20th | 78     |
| 2021 | Konica Minolta Acura  | 10  | DPi    | Acura ARX-05    | Acura AR35TT 3.5 L Turbo V6 | DAY 1  | SEB 4 | MDO | DET | WGL 3 | WGL | ELK   | LGA | LBH   | PET 3 |     | 10th | 1348   |
| 2022 | Konica Minolta Acura  | 10  | DPi    | Acura ARX-05    | Acura AR35TT 3.5 L Turbo V6 | DAY 2  | SEB   | LBH | LGA | MDO   | DET | WGL   | MOS | ELK   | PET   |     | 19th | 355    |

### IndyCar Series
Legenda: (Corridas em negrito indicam pole position); (Corridas em itálico indicam volta mais rápida)
| Ano  | Equipe                                     | Chassis      | No. | Motor     | 1      | 2      | 3      | 4      | 5      | 6       | 7       | 8      | 9      | 10     | 11     | 12     | 13     | 14     | 15     | 16     | 17     | Rank | Pts   | Ref    |        |
| ---- | ------------------------------------------ | ------------ | --- | --------- | ------ | ------ | ------ | ------ | ------ | ------- | ------- | ------ | ------ | ------ | ------ | ------ | ------ | ------ | ------ | ------ | ------ | ---- | ----- | ------ | ------ |
| 2016 | Andretti Herta Autosport w/ Curb-Agajanian | Dallara DW12 | 98  | Honda     | STP 12 | PHX 14 | LBH 20 | ALA 15 | IMS 10 | INDY 1  | DET 10  | DET 12 | ROA 15 | IOW 6  | TOR 16 | MDO 14 | POC 20 | TXS 11 | WGL 8  | SNM 5  |        | 11th | 430   | [ 4 ]  |        |
| 2017 | Andretti Herta Autosport w/ Curb-Agajanian | Dallara DW12 | 98  | Honda     | STP 11 | LBH 19 | ALA 5  | PHX 15 | IMS 8  | INDY 7  | DET 5   | DET 7  | TXS 22 | ROA 13 | IOW 11 | TOR 2  | MDO 6  | POC 3  | GTW 6  | WGL 1  | SNM 21 | 7th  | 494   | [ 5 ]  |        |
| 2018 | Andretti Autosport                         | Dallara DW12 | 27  | Honda     | STP 3  | PHX 3  | LBH 1  | ALA 11 | IMS 5  | INDY 4  | DET 3   | DET 12 | TXS 3  | ROA 16 | IOW 9  | TOR 8  | MDO 1  | POC 1  | GTW 2  | POR 8  | SNM 7  | 2nd  | 621   | [ 6 ]  |        |
| 2019 | Andretti Autosport                         | Dallara DW12 | 27  | Honda     | STP 5  | COA 9  | ALA 5  | LBH 1  | IMS 22 | INDY 2  | DET 2   | DET 5  | TXS 2  | ROA 1  | TOR 3  | IOW 6  | MDO 5  | POC 18 | GTW 13 | POR 3  | LAG 6  | 3rd  | 608   | [ 7 ]  |        |
| 2020 | Andretti Autosport                         | Dallara DW12 | 27  | Honda     | TXS 15 | IMS 25 | ROA 19 | ROA 3  | IOW 6  | IOW 8   | INDY 27 | GTW 22 | GTW 14 | MDO 3  | MDO 2  | IMS 2  | IMS 3  | STP 21 |        |        |        | 9th  | 317   | [ 8 ]  |        |
| 2021 | Andretti Autosport                         | Dallara DW12 | 27  | Honda     | ALA 9  | STP 21 | TXS 8  | TXS 20 | IMS 7  | INDY 29 | DET 7   | DET 13 | ROA 7  | MDO 5  | NSH 17 | IMS 4  | GTW 17 | POR 2  | LAG 25 | LBH 6  |        | 10th | 332   | [ 9 ]  |        |
| 2022 | Andretti Autosport                         | Dallara DW12 | 27  | Honda     | STP 20 | TXS 27 | LBH 8  | ALA 9  | IMS 11 | INDY 5  | DET 2   | ROA 3  | MDO 19 | TOR 23 | IOW 13 | IOW 18 | IMS 1  | NSH 4  | GTW 25 | POR 7  | LAG 10 | 9th  | 381   | [ 10 ] |        |
| 2023 | Arrow McLaren                              | Dallara DW12 | 7   | Chevrolet | STP 4  | TXS 22 | LBH 22 | ALA 8  | IMS 3  | INDY 5  | DET 5   | ROA 10 | MDO 10 | TOR 16 | IOW 10 | IOW 15 | NSH 19 | IMS 5  | GTW 4  | POR 20 | LAG 7  | 9th  | 375   |        |        |
| 2024 | Arrow McLaren                              | Dallara DW12 | 7   | Chevrolet | STP 6  | THE 7  | LBH 10 | ALA 25 | IMS 8  | INDY    | DET     | ROA    | LAG    | MDO    | IOW    | IOW    | TOR    | GTW    | POR    | MIL    | MIL    | NSH  | 10th* | 78*    | [ 11 ] |

* Temporada ainda em andamento.

### Indianapolis 500
Legenda: (Corridas em negrito indicam pole position); (Corridas em itálico indicam volta mais rápida)
| Ano  | Chassis | Motor     | Início | Término | Equipe                                       |
| ---- | ------- | --------- | ------ | ------- | -------------------------------------------- |
| 2016 | Dallara | Honda     | 11     | 1       | Andretti Herta Autosport with Curb Agajanian |
| 2017 | Dallara | Honda     | 3      | 7       | Andretti Herta Autosport with Curb Agajanian |
| 2018 | Dallara | Honda     | 32     | 4       | Andretti Autosport                           |
| 2019 | Dallara | Honda     | 9      | 2       | Andretti Autosport                           |
| 2020 | Dallara | Honda     | 9      | 27      | Andretti Autosport                           |
| 2021 | Dallara | Honda     | 10     | 29      | Andretti Autosport                           |
| 2022 | Dallara | Honda     | 20     | 5       | Andretti Autosport                           |
| 2023 | Dallara | Chevrolet | 20     | 5       | Mclaren                                      |